# Psyche budzona przez pocałunek Kupidyna
Psyche budzona przez pocałunek Kupidyna lub Psyche i Kupidyn – pełnoplastyczna rzeźba włoskiego rzeźbiarza doby klasycyzmu Antonia Canovy, po raz pierwszy wykonana w 1787. 
Rzeźba Psyche i Kupidyn jest przykładem klasycystycznego sposobu przedstawienia obsesji i emocji, a zwłaszcza uczucia miłości. Ten stan silnych uczuć Canova przedstawił za pomocą postaci rozkochanego i pełnego czułości Kupidyna, który delikatnie i niespodziewanie budzi pocałunkiem nieożywioną Psyche. Zdarzenie to jest częścią dzieła Lucjusza Apulejusza Złoty osioł, znanego także pod tytułem Metamorfozy. W dziele tym dostrzegalna jest gra zmysłów, szczególnie dotyku i wzroku.
Rzeźba charakteryzuje się wyszukaną grą gestów i płynnością ruchu. Głównym akcentem jest dynamiczny układ objęcia; ręce tworzą zamknięte koło, w które wpisane są głowy obu postaci. Miękki modelunek ciał i draperii oraz przezroczystość skrzydeł Kupidyna tworzą wrażenie delikatności rzeźby. Wypolerowana waza kontrastuje z chropowatą fakturą skał.
Dzieło znane jest w trzech wersjach. Joachim Murat nabył pierwszą wersję w 1800. Po jego śmierci została przekazana do Luwru w 1824. Książę Jusupow, rosyjski arystokrata, zakupił w Rzymie w 1796 późniejszą wersję Kupidyna i Psyche (wykonaną w 1796) do Ermitażu w Petersburgu. Trzecia wersja, wykonana z gipsu, znajduje się w Metropolitan Museum of Art w Nowym Jorku.

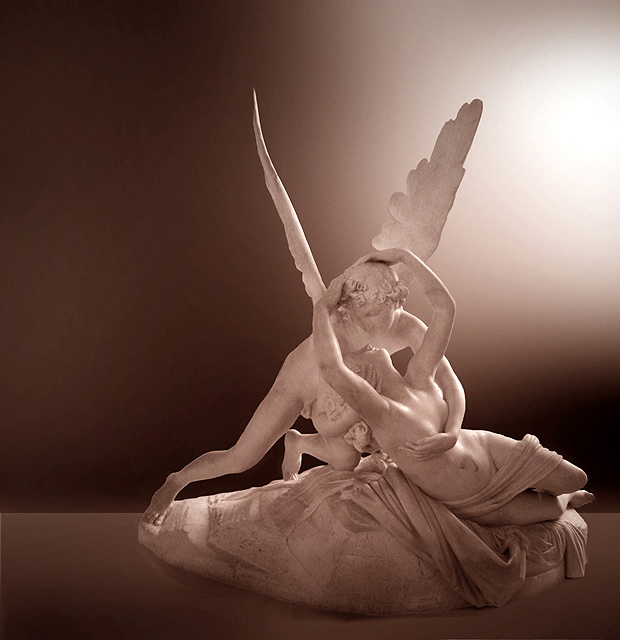
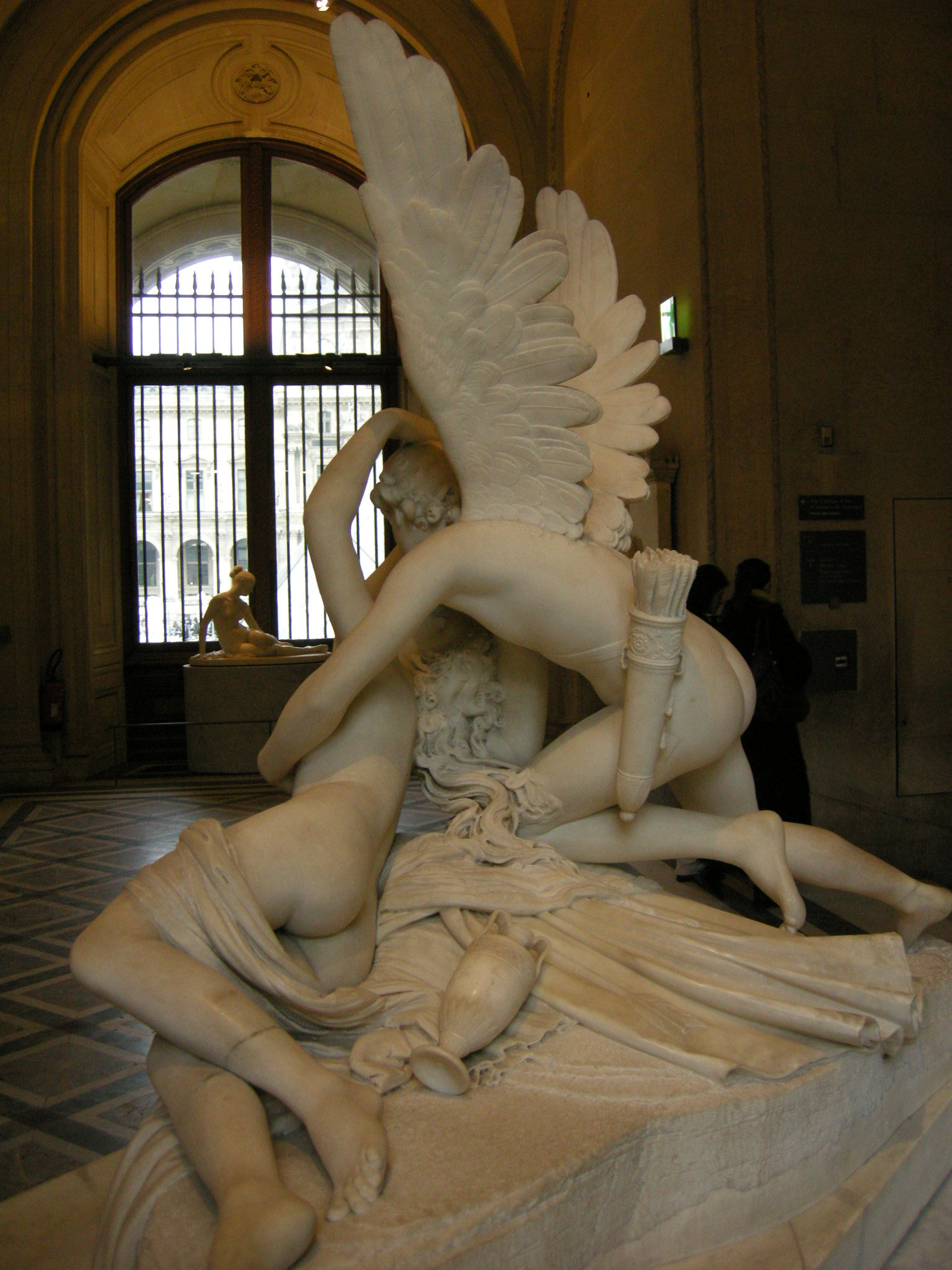
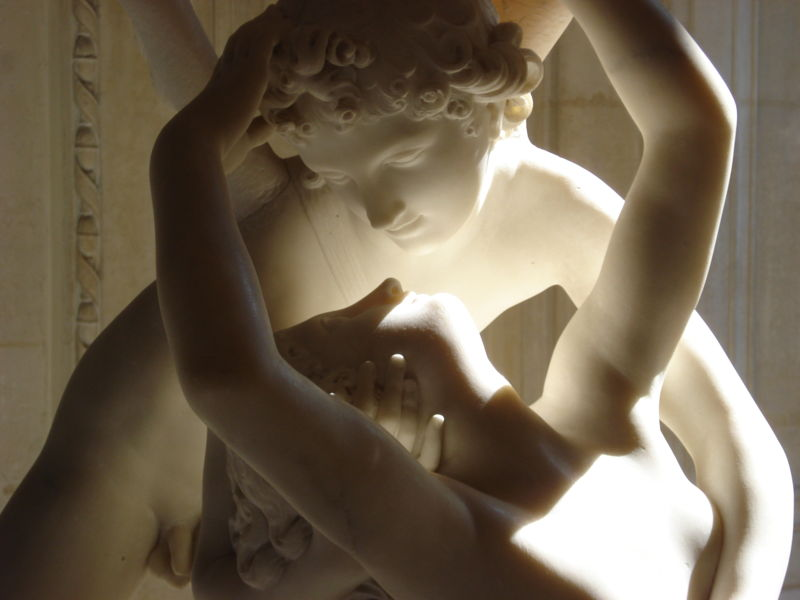
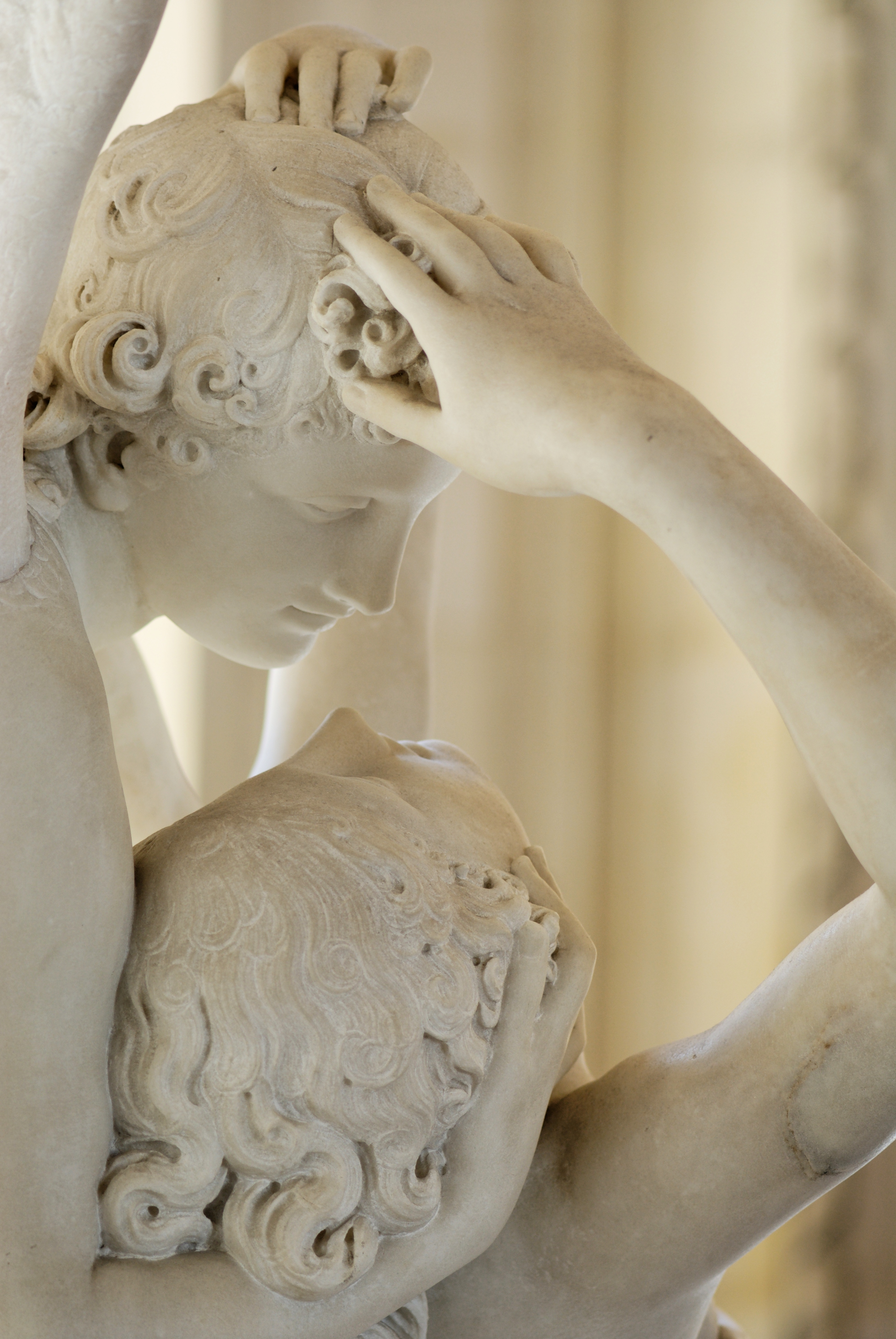